# 莱维 (南科西嘉省)
莱维（法語：Levie，法語發音：[levi]）是法国南科西嘉省的一个市镇，属于萨尔泰讷区。

## 地名
该地名“Levie”发音为[levi]而非[ləvi]，《世界地名翻译大辞典》与《世界地名译名词典》将其误译作“勒维”。

## 地理
莱维（41°42'14"N, 9°7'23"E）面积85.85 平方千米，位于法国南科西嘉省，该省份位于科西嘉南部，后者为地中海西部的一座岛屿，也是法国的一个单一领土集体，位于法国大陆部分的东南面，意大利半島的西面，最临近的地块是撒丁岛。
与莱维接壤的市镇（或旧市镇、城区）包括：阿尔塔热讷、卡尔比尼、菲加里、皮亚诺托利-卡尔达雷洛、韦基奥港、昆扎、薩爾泰訥、索尔博拉诺、索塔、圣露西德塔拉诺。
莱维的时区为UTC+01:00、UTC+02:00（夏令时）。

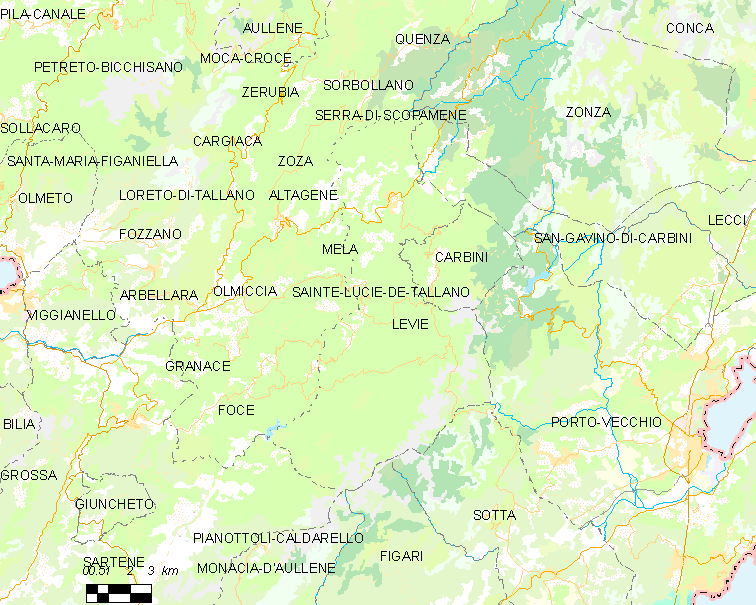
莱维的OSM定位图

## 行政
莱维的邮政编码为20170，INSEE市镇编码为2A142。

## 政治
莱维所属的省级选区为大南部县。

## 人口

1962-2008年间莱维人口变化图示

莱维于2022年1月1日时的人口数量为674人。